# Mamikonian

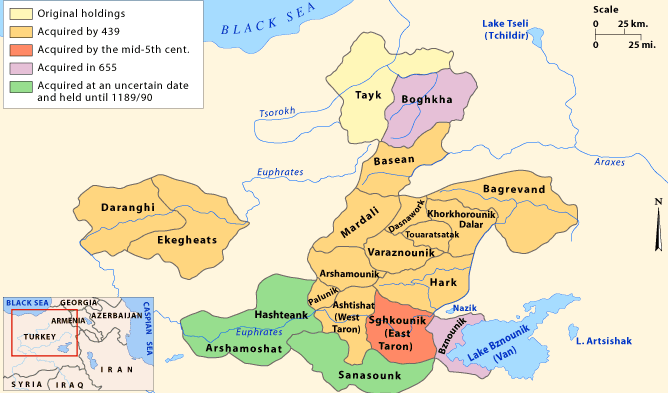
Groei van het bezit van de familie Mamikonian

De Mamikonian zijn vanaf de vierde eeuw een vooraanstaande adellijke familie in het oude Armenië en hebben een belangrijke rol gespeeld in de geschiedenis van het land. Naast de functie van Naharar (regionaal bestuurder, familiehoofd) behoorde ook de erfelijke functie van sparapet (opperbevelhebber) aan de familie. De familie is in de achtste eeuw ten onder gegaan door haar leidende rol in het verzet tegen de Arabieren. Volgens de traditie zijn de Mamikonian van Chinese afkomst maar daar is geen enkele historische aanwijzing voor.

## Leden van de Mamikonian
NB: Dit overzicht is niet compleet.
Vasakis het oudst bekende lid van de Mamikonian. Verdedigde Armenië tegen een aanval van de Perzen onder Shapur II. De Perzische aanval werd gesteund door een groep binnen de Armeense adel die zich verzette tegen de overgang van Armenië naar het christendom. Uiteindelijk werd Vasak verslagen en gedood door de Perzen. (overleden ongeveer 339).
VardanZoon van Vasak. Aanvoerder van de pro-Perzische partij tijdens de regering van Arsak II (350-367).
Mushegh (Musel)Zoon van Vasak. Door keizer Valens benoemd tot sparapet in 370. Onder de regering van koning Varazdat vermoord door politieke tegenstanders. Zijn dochter Sanducht trouwt met patriarch Narses. overleden ongeveer 375
EnmanuelZoon van Vardan of Mushegh, maar mogelijk hun broer. In zijn jonge jaren gijzelaar in Perzië. Aanvoerder in de strijd tegen Varazdat en zijn bondgenoten en verslaat ze bij Karin. Varazdat vlucht naar het buitenland. Diens moeder wordt tot koningin. Enmanuel onderhandelt een autonomie met de Perzen, in ruil voor een belofte van trouw. Na de dood van de koningin (384) wordt Enmanuel regent en laat zijn dochter Vardandukh met de minderjarige koning trouwen. Een jaar later overlijdt Enmanuel en wordt Armenië door de Perzen veroverd. overleden 385
Hamazasp IKleinzoon van Enmanuel. (overleden 430) genoemd in 393, sparapet in 416. Getrouwd met Sahakonoysh (overleden 416), dochter van patriarch Sahak en via diens moeder Sanducht zelf een achterkleindochter van Enmanuel.
VardanZoon van Hamazasp I. sparapet in 432. Vervult een missie voor zijn grootvader patriarch Sahak, naar Constantinopel. In 450 wordt hij samen met andere leidende edelen door de Perzen naar Ctesiphon ontboden. Daar werden ze gedwongen om de Armeense kerk meer aansluiting te laten zoeken bij de Nestoriaanse kerk en de banden met de Katholieke kerk los te laten. Dit omdat de Perzen de Katholieke kerk als een instrument van de Romeinse macht zagen. Bij thuiskomst werden de edelen geconfronteerd met een massaal verzet en brak een opstand uit. Vardan neemt de leiding van de opstand op zich en leidt het leger op 26 mei 451 in de verloren slag bij Vartanantz. Vardan en alle leidende Armeense edelen worden daarbij gedood. Vardan is heilig verklaard en geldt in Armenië als een nationale held, 26 mei is er een feestdag. overleden 26 mei 451
HmayeakZoon van Hamazasp I. Een van de aanvoerders in de slag bij Vartanantz. vermoedelijk overleden 26 mei 451.
Vasak IIZoon van Hmayeak. Sparapet in 471, marzpan (gouverneur namens de Perzen) in 485. overleden 505.
Vanaf hier zijn de personen beperkt in bronnen gedocumenteerd. De genoemde familierelaties zijn geconstrueerd, er bestaan daarin kleine verschillen tussen de Franse en de Engelse Wikipedia.
Mushegh (Musel) IIKleinzoon van Vasak II. Naharar in 572. Byzantijns onderkoning voor het westelijk deel van Armenië, marzpan in 591. overleden 592
Vahan II de Wolfzoon van Mushegh (Musel) II. Naharar in 592. overleden ongeveer 606
Smbat de Dapperezoon van Vahan II. Naharar in 606. overleden ongeveer 610
Musel IIIzoon van Smbat. Sparapet in 606. Overleden 609.
Hamazasp IIzoon van Musel III. 655 door de Arabieren tot ishkan (prins) van Armenië benoemd, als opvolger van zijn schoonvader Theodoros Rshtuni en zijn broer Musel. Krijgt van het Byzantijnse Rijk de titel van Kouropalates. Overleden 661.
Haratzoon van Hamazasp II
Davidzoon van Harat. Overleden 748. In 745 tezamen met zijn broer verbannen naar Jemen. Bij zijn terugkomst in 748 gedood door Ashot III Bagratuni.
Vanaf hier zijn de familierelaties historisch betrouwbaar.
Samuel IIzoon van David. Overleden 25 april 775. Wordt vermeld vanaf 750. Laat zijn dochter trouwen met Smbat Bagratuni, ongetwijfeld om een verzoening tussen de families tot stand te brengen. Naharar in 772. In 774 aanvoerder van de Armeense opstand tegen de Arabieren. Na de nederlaag in de slag bij Bagravand (25 april 775) verliezen de Mamikonian alle bezittingen behalve in de omgeving van Bagravand.